# Berdeniella jahoriensis
Berdeniella jahoriensis är en tvåvingeart som först beskrevs av Krek 1972.  Berdeniella jahoriensis ingår i släktet Berdeniella och familjen fjärilsmyggor. Inga underarter finns listade i Catalogue of Life.